# Гремлини 2: Новата партида
„Гремлини 2: Новата партида“ (на английски: Gremlins 2: The New Batch) е американска комедия на ужасите от 1990 година, продължение на „Гремлини“ през 1984 година. Режисиран е от Джо Данте по сценарий на Чарлс Хаас. Зак Галиган, Фийби Кейтс, Дик Милър, Джаки Джоузеф и Кей Люк повтарят ролите си от първия филм. Към актьорския състав се включват Джон Глоувър, Робърт Проски, Хавиланд Морис, Робърт Пикардо и Кристофър Лий.